# Il rosa nudo
Pour plus de détails, voir Fiche technique et Distribution.
Il rosa nudo  (Le Rose Nu) est un film italien écrit et réalisé par Giovanni Coda, sorti en 2013.
Il rosa nudo  est un travail de cinéma expérimental inspiré de la vie de Pierre Seel. Le tournage s’est effectué à Quartu Sant'Elena et à  Siliqua, en Sardaigne, et le film a été présenté par le réalisateur et projeté en avant-première nationale au Festival du film gay et lesbien de Turin édition 2013.
Le film a été choisi comme événement spécial, "pour sa grande valeur artistique, historique et morale", à l'intérieur de la 7e édition du Queer Lion de la 70e Mostra de Venise 2013.

## Synopsis
Le film se concentre sur un épisode déterminant de la vie de Pierre Seel qui marquera son existence.
Accusé d’homosexualité, il est arrêté à l'âge de 17 ans par les nazis et interné dans divers camps de concentration. Déporté au camp de Schirmeck, torturé et violé, il est contraint d’assister, impuissant, à la mort atroce de son compagnon. À sa libération, il ne révèle à personne son expérience dramatique, se marie et a trois enfants.
En 1982, indigné par les attaques violentes de l'Evêque de Strasbourg contre les homosexuels, Pierre Seel décide d'écrire son autobiographie et de dénoncer les atrocités subies.
Le film relate également les témoignages d'autres victimes de la persécution nazie des homosexuels et des pseudo-expériences scientifiques du médecin SS Carl Vaernet  auxquelles furent soumis des prisonniers homosexuels.

## Fiche technique
Sauf mention contraire, cette fiche technique est établie à partir d'IMDb.
- Titre : Il rosa nudo
- Réalisation : Giovanni Coda
- Photographie : Giovanni Coda
- Montage : Andrea Lotta
- Opérateur Red One: Antonio Cauterucci
- Focus Puller : Micaela Cauterucci
- Musique: Irma Toudjian, Les Stick Fluo, Quartetto Alborada
- Production : ReindeerCat Solutions
- Pays d'origine : Italie
- Langue : Italien avec sous-titres Anglais
- Genre : Drame Cinéma expérimental, Docufiction, Film biographique
- Durée : 70 minutes

## Distribution
- Gianni Dettori
- Italo Medda
- Sergio Anrò
- Gianni Loi
- Mattia Casanova
- Francesco Ottonello
- Mauro Ferrari
- Luca Catalano
- Lorena Piccapietra
- Assunta Pittaluga
- Carlo Porru
- Cricot Teatro
- Cesare Saliu : narrateur
- Massimo Aresu : narrateur

## Prix et sélections officielles
- Gold Jury Prize dans la catégorie long métrage au Seattle Social Justice Film Festival 2013 (Washington, USA).
- Événement spécial, « pour sa grande valeur artistique, historique et moral », à l'intérieur de la 7e édition du Queer Lion de la 70e Mostra de Venise 2013.
- Sélection officielle au Festival du film gay et lesbien de Turin 2013, Italie.
- Sélection officielle au Florence Queer Festival 2013, Italie.
- Sélection officielle au Festival del Cinema dei Diritti Umani di Napoli  2013, Italie.
- Sélection officielle au Macon Film Festival (Georgia, USA) 2014. Nommée dans les catégories Best Narrative Feature, Best Directing, Best Acting, Best Editing.
- Sélection officielle au Athens International Film + Video Festival 2014, Athens, Ohio, USA.
- Film For Peace Award au Gothenburg Indie Film Fest 2014, Göteborg, Suède.
- Sélection officielle au Festival du film queer de Mumbai KASHISH 2014, Mumbai, Inde.
- Sélection officielle au 28e Festival Mix, Milan.
- Candidat dans la sélection officielle pour la catégorie «Opera Prima" pour le Prix David di Donatello de l'Académie du cinéma italien pour l'année 2013-2014.
- Candidat dans la sélection officielle pour le Prix Ciak d'Oro 2014.
- Best International Film Award au 15e Melbourne Underground Film Festival (MUFF) 2014, Australie.
- Award of Excellence au Accolade Competition 2014.
- Sélection officielle au Perlen Film Festival Hannover 2014, Allemagne.
- Gold Award au Documentary & Short International Movie Award 2014, Jakarta, Indonésie.
- Bronze Plaque Award au Columbus International Film & Video Festival 2014, USA.
- Diamond Award au International Film and Photography Festival (IFPF) 2014, Jakarta, Indonésie.
- Official Selection au CLIFF - Castlemaine Local and International Film Festival 2014, Australie.
- Official Selection au Salento LGBT Film Fest 2014, Lecce, Italie.
- Prix du meilleur long métrage de fiction au Omovies Film Fest 2014, Nápoles, Italie.
- Bronze Palm Award Narrative Feature au Mexico International Film Festival 2015, Mexico.